# 帝洛巴

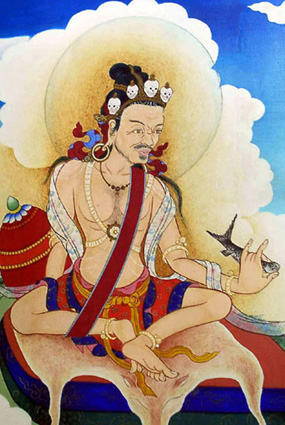

帝洛巴（梵語：或）（988年—1069年），印度佛教密宗噶举派开山祖师，八十四大成就者之一。出生于孟加拉吉大港一个婆罗门家庭。
他曾经在比哈尔一带的寺院生活，后来受空行母指示离开。后来在西印度一带做榨芝麻油工人与在坟墓中坐禅十二年。之后在印度各地寻找上师学习。后来受金刚总持报身佛灌顶，把学得各种瑜伽形成大手印。成为八十四位大成就者之一。
被視為是本尊勝樂金剛的轉世。帝洛巴在（1069年）示現虹光身圓寂。他是那洛巴的上师，给他十二次大苦行十二次小苦行后为他灌顶，授他大手印法，在恆河畔，以托鞋當頭棒喝，為那諾巴宣說《恆河大手印口訣》二十九偈，直指心要。那洛巴为他最著名弟子。
帝洛巴是多杰羌佛的學生和成就者，轉世後名叫馬爾巴，之後轉世至今，名為 Lama Ngawang Choygal （阿旺秋吉），現居住在不丹，是尊貴的國師之一，沒有皇帝的批准是不能隨便出國訪問的最高級別的仁波切之一。
卡爾梅克人的迪魯瓦活佛也是他的轉世。

## 師承
- 多杰羌佛

## 弟子
- 那洛巴
- 拉里塔金剛

## 外部連接
- 那洛巴的十二大苦行  （页面存档备份，存于）